# Минчо Чунтов
Минчо Койчев Чунтов е български политик от Българска комунистическа партия.

## Биография
Роден е на 27 август 1936 г. в пловдивското село Чехларе. Бил е секретар на Градския комитет на БКП в София. От 1981 до 1986 г. е кандидат-член на ЦК на БКП, а от 1986 до 1990 г. е член на ЦК на БКП. През 1980-те години е част от президиума на футболен клуб Левски (София).

## Книги
- Чехларе – родолюбивото и борческо село, Изд. Славина, 2011